# 稲葉美和子
稲葉 美和子（いなば みわこ、1956年 - ）は、日本のオペラ・ソプラノ歌手。

## 略歴・人物
長野県松本市出身。1974年（昭和49年） 長野県松本県ヶ丘高等学校卒業。1978年（昭和53年） 国立音楽大学声楽科卒業。二期会オペラスタジオ終了。
オペラ『魔笛』の「パパゲーナ」役でデビュー。室内楽と共演の他、 ミサ曲やベートーヴェンの第九のソリストとして出演。日・独・仏歌曲から童謡・オペラアリアまで幅広いレパートリーからプログラムされたリサイタルは10回を超えた。2005年（平成17年）12月、サンフランシスコのDiablo Valley Collegeにて行われたリサイタルでは、その美しく柔らかな歌声と確かな音楽性を高く評価された。
現在、二期会ドイツ歌曲研究会・フランス歌曲研究会に所属。伊藤京子、伊藤亘行、村田健司、高折続、後藤寿子、飯山恵巳子の各氏に師事。
二期会会員。日本演奏連盟会員。

## 受賞歴
- 第6回長江杯国際音楽コンクール 声楽部門第1位[3]。
- 第3回フランス音楽コンクール優秀賞受賞[3]。

## CD
- 『遠き想い』稲葉美和子 日本叙情歌曲集（MusicaFelice）[5]